# Paluzza
Paluzza (friülà Paluce) és un municipi italià, dins de la província d'Udine. És situat dins la Val Bût, a la Cjargne. L'any 2007 tenia 2.465 habitants. Limita amb els municipis d'Arta Terme, Cercivento, Comeglians, Forni Avoltri, Kötschach-Mauthen (Àustria), Lesachtal (Àustria), Ligosullo, Paularo, Ravascletto, Rigolato, Sutrio i Treppo Carnico. Inclou les fraccions de Casteons, Cleulis, Naunina, Rivo i Timau/Tischlbong, on encara es parla una varietat d'alemany.

## Administració
| Període | Identitat    | Partit        |
| ------- | ------------ | ------------- |
| 2004-   | Aulo Maieron | Llista cívica |